# Blaptinae

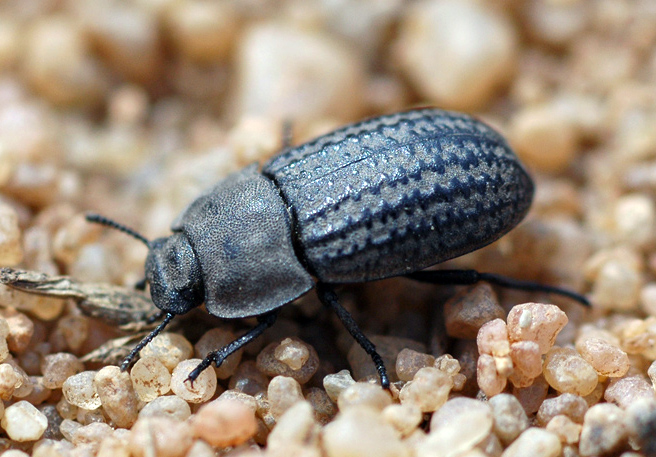
Opatrum sabulosum

Blaptinae (лат.) — подсемейство жесткокрылых из семейства чернотелок. Около 4000 видов.

## Описание
В усиках имаго отсутствуют сложные/звёздчатые сенсории; прокосальные полости снаружи и внутри закрыты, видна межстернальная мембрана 3—5 брюшных вентритов; имеются парные защитные железы брюшка, удлинённые, не кольчатые. Личинки: передние ноги увеличены (приспособлены к рытью); девятый тергит без урогомфи.

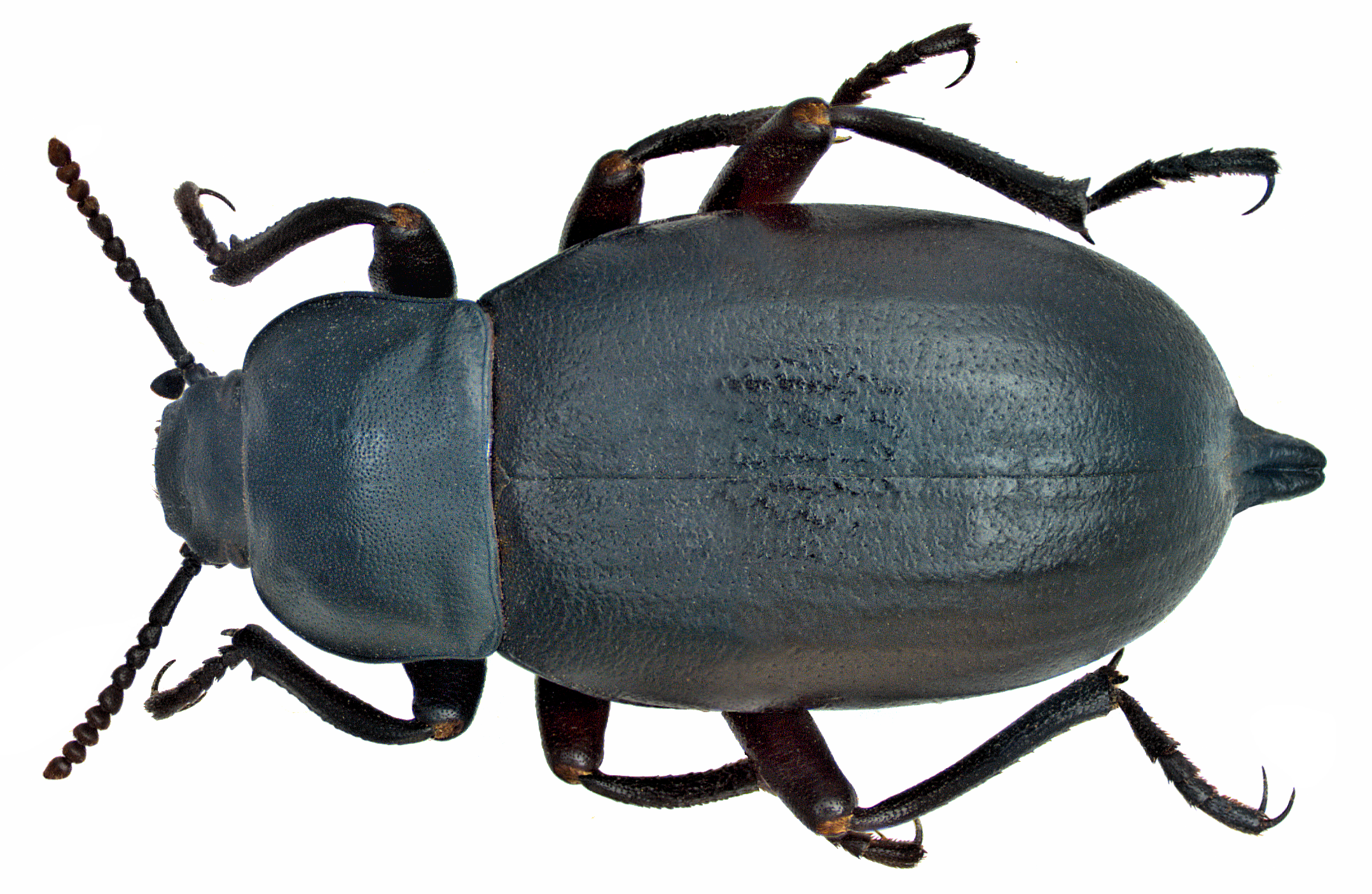
Blaps lethifera
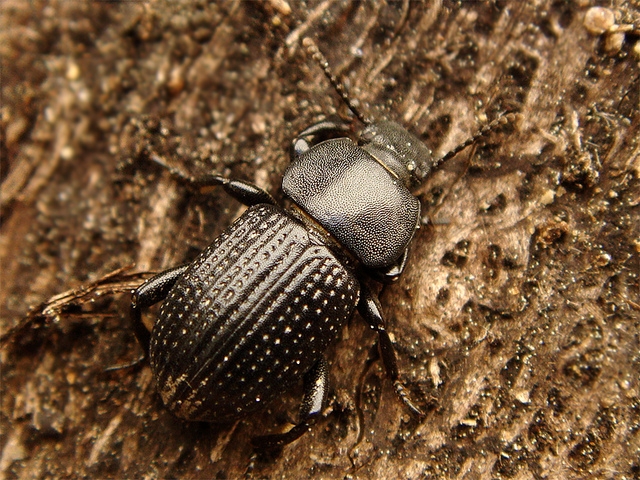
Phylan gibbus, Dendarini

## Классификация (2021)
В исследовании Каминьского с соавторами, опубликованном в 2021 году, семь триб были перемещены из Tenebrioninae во вновь возрожденное подсемейство Blaptinae. Эти трибы содержали 281 род и около 4000 видов, примерно 50 % от Tenebrioninae. Новой классификации последовали Бушар с соавторами в том же 2021 году. При этом трибы образуют две клады: (((Platynotini+Pedinini)+Dendarini)+Opatrini)+((Blaptini+Platyscelidini)+Amphidorini). Кроме того, в это подсемейство может быть включена триба Dissonomini (2 рода, около 30 видов, Центральная Азия).
- Amphidorini LeConte, 1862 — около 250 видов, 7 родов
- Blaptini Leach, 1815 — около 400 видов, 27 родов
- Dendarini Mulsant & Rey, 1854 — около 340 видов, 38 родов
- Opatrini Brullé, 1832 — более 2000 видов, 117 родов + 6 inc.sedis
- Pedinini Eschscholtz, 1829 — около 300 видов, 19 родов
- Platynotini Mulsant & Rey, 1853 — около 500 видов, 72 родов
- Platyscelidini Lacordaire, 1859 — около 180 видов, 8 родов